# Katharina Treutler
 (octobre 2017).
Si vous disposez d'ouvrages ou d'articles de référence ou si vous connaissez des sites web de qualité traitant du thème abordé ici, merci de compléter l'article en donnant les références utiles à sa vérifiabilité et en les liant à la section « Notes et références ».
Katharina Treutler est une pianiste allemande, née à Erfurt en 1985.

## Biographie
Née à Erfurt (Allemagne), Katharina Treutler se produit en concert en Europe, en Asie et aux États-Unis, en récital ou avec des orchestres tels que l'Orchestre symphonique de Londres (LSO), l’Orchestre symphonique de San Francisco, l’Orchestre philharmonique royal de Stockholm et l’Orchestre philharmonique de Tokyo. 
Elle a remporté les prix de plusieurs concours internationaux et a étudié à Hanovre, Tokyo, Paris, Madrid et Fribourg-en-Briesgau, notamment auprès des professeurs Bernd Goetzke, Jacques Rouvier, Dmitri Bashkirov et Éric Le Sage. 
Depuis 2016, elle enseigne à l’École supérieure de musique et de théâtre « Felix Mendelssohn Bartholdy » de Leipzig.
Elle s’est notamment produite en concert au Concertgebouw d'Amsterdam, au Bunka Kaikan de Tokyo et au Davies Symphony Hall (en) de San Francisco.

## Enregistrements/Publications
- 2010 : Brahms, Concerto pour piano et orchestre no 1 avec l’Orchestre des Pédiatres Allemands : www.kinderaerzteorchester.de/medien-archiv
- 2013 : Journal Frontiers in Human Neuroscience: « The influence of chronotype on making music: circadian fluctuations in pianists' fine motor skills » : www.frontiersin.org/Human_Neuroscience/10.3389/fnhum.2013.00347/full
- 2015 : Final Symphony avec le London Symphony Orchestra : www.gameconcerts.com/neues/ansicht/article/nobuo-uematsu-fuer-final-symphony-in-den-abbey-road-studios/